# Vlag van Duitsland
De vlag van Duitsland (Duits: Flagge der Bundesrepublik Deutschland of Bundesflagge) is een horizontale driekleur van zwart (boven), rood en 'goud' (geel). In zijn huidige vorm werd de vlag door Duitsland aangenomen
- in maart 1848 door de Duitse Bond (tot 1866),
- in november 1848 door de Nationale Vergadering te Frankfurt bij rijkswet,
- in 1919 door de grondwet van Weimar, en afgeschaft door de nationaalsocialisten in 1933,
- in 1949 door de grondwet van Bonn.

In de periodes 1867-1918 en 1933-1945 waren de kleuren zwart-wit-rood.
Naast de 'gewone' driekleur is er ook een versie met het wapen van Duitsland in het midden; deze doet dienst als dienstvlag en mag alleen door de overheid en het leger gebruikt worden. De marinevlag is hetzelfde als de dienstvlag, maar dan met een zwaluwstaart. Niet zelden ziet men een vlag met het wapen van Duitsland, maar met een puntje aan de onderkant. Door het wapen in de vlag wordt deze makkelijk verward met de dienstvlag.

## Symboliek
De kleuren zwart, rood en geel werden in de 19e eeuw deels als traditioneel gezien omdat ze in middeleeuwse wapens en vlaggen te herkennen zijn. Een populaire interpretatie ziet in het zwart het duistere verleden, in het rood het moeilijke heden en in goud de toekomst. Tegenwoordig worden de kleuren geassocieerd met de Duitse democratie van 1848, 1919 en 1949, waarmee ze als democratische (en deels republikeinse) kleuren worden afgezet tegen het zwart-wit-rood van het Duitse Rijk en nazi-Duitsland.
Volgens de Duitse Bondsdag staan de kleuren voor de Duitse eenheid in vrijheid. Zij symboliseren niet alleen de vrijheid van Duitsland, maar ook de persoonlijke vrijheid van de Duitsers.

## Ontwerp

Constructie

Alle banen in de vlag zijn even hoog; iedere baan neemt dus een derde van het oppervlak in. Daarbij geldt dat de hoogte-breedteverhouding 3:5 is.

### Kleurenspecificaties
De exacte kleurspecificaties van de Duitse vlag zijn niet in de wet vastgelegd. Op grond van het besluit van de Bondsregering van 2 juni 1999 werd voor die regering een corporate design ontwikkeld, waarin de kleuren wél gespecificeerd zijn. Voor de kleurtechnische beschrijving gebruikt de Bondsregering onderstaande RAL-waarden, met daarbij de omrekening in Pantone- en CMYK-waarden voor logo's en in RGB-waarden voor onlinemedia:
| Kleur | RAL              | Pantone | CMYK        | RGB (hexadecimaal) | RGB (kleur) |
| ----- | ---------------- | ------- | ----------- | ------------------ | ----------- |
| Zwart | 9005 Tiefschwarz | Zwart   | 0-0-0-100   | 00 00 00           |             |
| Rood  | 3020 Verkehrsrot | 485C    | 0-100-100-0 | FF 00 00           |             |
| Geel  | 1021 Rapsgelb    | 116C    | 0-12-100-5  | FF CC 00           |             |

### Geel of goud?
Het Bundesgerichtshof verklaarde op 16 november 1959 dat de jarenlange beschimping van de term "zwart-rood-geel" door monarchisten en nazi's onder leiding van Joseph Goebbels tot gevolg heeft gehad heeft dat de term besmet is geraakt. Beide groepen spraken soms spottend van schwarz-rot-senf, "zwart-rood-mosterd". Mede vanwege deze bespotting spreekt men van zwart-rood-goud; of zoals de heraldicus Arnold Rabbow in 1969 zei: "De Duitse kleuren zijn zwart-rood-geel, maar ze heten zwart-rood-goud". Vóór de Tweede Wereldoorlog sprak men vooral van zwart-rood-geel, daarna van zwart-rood-goud. Er bestaan overigens oude heraldische regels dat goud en geel gelijkwaardig zijn.

## Geschiedenis

### Middeleeuwse vlaggen
De heraldische combinatie van zwart, rood en goud kwam in de middeleeuwen al in de Duitse gebieden voor. Een voorloper van de huidige Duitse vlag is de Rijksbanier van het Heilige Roomse Rijk, die de Rijksadelaar op een gouden achtergrond toont. In oorlogstijd kwamen nog meer van dergelijke vlaggen voor, zoals de Reichssturmfahne of, als de keizer betrokken was, de Reichsrennfahne.
- In de 13e eeuw diende het wapen van Lübeck als basis voor de Hanzevlaggen, zodat de kleurencombinatie wit-rood het onderscheidingskenmerk van de Hanze werd; veel stadswapens van voormalige Hanzesteden (bijvoorbeeld Hamburg, Stralsund, Elbląg, Danzig, Deventer en Bremen) zijn nog steeds in wit en rood.

- In de hoge middeleeuwen tot 1401 bestond de vlag uit een zwarte eenkoppige adelaar op een goudgele achtergrond (heraldisch: "in goud een zwarte adelaar"). Na enige tijd werden de klauwen en de snavel in het rood weergegeven. De oudste getuigenis daarvan is te vinden in de Heidelbergse Codex Manesse.

- In de late middeleeuwen (vanaf het begin van de 15e eeuw) werd de adelaar met een dubbele kop getoond, zowel in het wapen als in de vlag. Deze Doppeladler bleef in gebruik tot 1806, toen het Heilige Roomse Rijk werd afgeschaft. Vanaf dat jaar werd het de huisvlag van de Habsburgers, die ook de voormalige Reichsfarben zwart en geel als hun Huiskleuren opeisten.

### Bevrijdingsoorlogen
De betekenis van de kleuren zwart-rood-goud ligt ook in de bevrijdingsoorlogen tegen het Frankrijk van Napoleon Bonaparte. De kleding van het Pruisische Lützowschen Freikorps had deze kleuren. Aangezien de soldaten van dit korps uit alle delen van Duitsland kwamen en daardoor allerlei verschillende kleurrijke uniformen meenamen, koos men ervoor om zwart als onderscheidingskleur te gebruiken. De bijnaam van de soldaten was dan ook Schwarze Jäger. Ter aanvulling op het zwart gebruikte men rode omslagen en vesten, en gouden knopen. Men gaf in deze tijd de volgende symboliek aan de drie kleuren: Uit de zwartheid van de dwingelandij door bloedige (rode) veldslagen naar het gouden licht der vrijheid.
Op 17 juni 1813 liep een groep Schwarze Jäger bij Kitzen (nabij Leipzig) in een hinderlaag van de Fransen en werd bijna helemaal uitgemoord. Op 12 juni 1815 richtten zeven studenten die in het Lützower Freikorps gediend hadden en bij verschillende Studentencorpsen in Jena actief waren, aldaar de studentenkoepel Ehre, Freiheit, Vaterland op. Deze zeven studenten kozen zwart, rood en goud als de kleuren voor de studentenkoepel.

### Duitse Bond 1815-1866
In 1815 werd de Duitse Bond als statenbond opgericht. De bond zelf had aanvankelijk geen kleuren. In de tijd van de Vormärz (1830-1848), de aanloop naar de revolutie van maart 1848, werden de kleuren zwart, rood en goud steeds meer als de Duitse nationale kleuren.
De studentenkoepel hielp mee om op 18 oktober 1817 een groot festival te organiseren bij de Wartburg nabij Eisenach. Dit Wartburgfestival werd gehouden ter herdenking van de Volkerenslag die vier jaar eerder plaatsvond en ook ter herdenking van de driehonderdste verjaardag van Maarten Luthers 95 stellingen. Beide gebeurtenissen werden door Duitse nationalisten van groot belang geacht en het festival werd aangegrepen om voor vrijheid en een verenigd Duits rijk te demonstreren. Zij gebruikten in hun vlaggen de drie kleuren van het Lützowschen Freikorps, maar nog niet in de volgorde van de latere Duitse driekleur.
Van 27 tot 30 mei 1832 demonstreerden dertigduizend deelnemers op de Hambacher Fest voor nationale en democratische doelen en voerden voor het eerst de zwart-rood-gouden vlag met zich mee. Het in de rode baan geschreven motto Deutschlands Wiedergeburt ("Duitslands wedergeboorte") maakte hun doel duidelijk: de oprichting van een nationale Duitse staat. De volgorde van de kleuren was nog niet dezelfde als vandaag.
Vooral in begin 1848 werd de driekleur populair, en nog in maart werden ze door de Bondsvergadering aangenomen als kleuren van de Bond (op 9 maart 1848). De Bondsvergadering en de Bond zelf werden vervangen of getransformeerd door de vrij gekozen Frankfurter Nationalversammlung en het Duitse Rijk van de revolutietijd 1848/1849. De nationale vergadering aanvaardde op 12 november 1848 een wet over de oorlogs- en handelsflag: Reichsgesetz betreffend die Einführung einer deutschen Kriegs- und Handelsflagge. In de grondwet van 1849 werden de kleuren niet expres opgenomen omdat men dit niet meer nodig vond vanwege hun populariteit.
Zwart-rood-goud werd ook de vlag van de Reichsflotte van het revolutionäre rijk in 1848 en dan in de herstelde Duitse Bond tot 1852, de oorlogsvlag van Oostenrijk en zijn bondgenoten in de Pruisisch-Oostenrijkse Oorlog van 1866, de vlag van de Bundes der Deutschen in Oostenrijk-Hongarije en de vlag van de drie vorstendommen Waldeck-Pyrmont, Reuss Oudere Linie en Reuss Jongere Linie. Zwart en goud waren ook de kleuren van Oostenrijk-Hongarije en zouden dat tot 1918 blijven.

### Noord-Duitse Bond en Duitse Rijk
Pruisen, indertijd de meest invloedrijke Duitse staat, verzette zich tegen deze Groot-Duitse richting, en pleitte voor een verenigd Duitsland dat meer in Pruisisch voordeel werkte (de Klein-Duitse richting die Oostenrijk erbuiten wilde laten). De belangrijkste stap voor de Klein-Duitsers was de oprichting van de Noord-Duitse Bond in 1867.
Op 9 december 1866 pleitte Otto von Bismarck in een eerste ontwerpgrondwet voor de Noord-Duitse Bond voor een zwart-wit-rode (schwarz-weiß-rot) horizontale driekleur. Deze kleuren zijn gebaseerd op een voorstel dat Adolf Soetbeers, secretaris van de handelskamer van Hamburg, op 22 september 1866 in een artikel in het Bremer Handelsblatt deed. Ook prins Adalbert van Pruisen, een Pruisische marine-expert en leider van een marine-commissie in 1848/1849, verklaarde op 25 december in een toespraak voor de koning en kroonprins dat hij er voorstander van was. De grondwet trad op 1 juli 1867 in kracht. Men verklaarde dat de nieuwe vlag de Pruisische vlag (zwart en wit) combineerde met de kleuren van de diverse Hanzesteden (rood en wit).
Tegen de zwart-wit-rode driekleur kwam weinig weerstand – ook de aanhangers van de zwart-rood-gouden vlag vonden een verenigd Duitsland belangrijker dan de kleuren van de vlag. Deze vlag bleef ook na 1871 de nationale vlag, nadat de Zuid-Duitse staten tot de Noord-Duitse Bond waren toegetreden (en het Duitse Rijk ontstond).

### Weimarrepubliek
Na de Duitse nederlaag in de Eerste Wereldoorlog werd deze vlag steeds minder gebruikt. De nieuwe Weimarrepubliek verving de vlag door de zwart-rood-gele vlag op 11 augustus 1919. Tijdens het gehele bestaan van de Weimarrepubliek was er een discussie over welke vlag te gebruiken. Monarchisten en nationaalsocialisten waren voor het opnieuw aannemen van de zwart-wit-rode vlag; de zwart-rood-gele vlag werd bespot als "zwart-rood-mosterd".
Om tot een compromis tussen voor- en tegenstanders van de Weimarvlag te komen, besloot men op 11 april 1921 dat de nationale vlag zwart-rood-geel zou zijn en de basis van de handels- en dienstvlag ter zee zwart-wit-rood, evenals die van de marinevlag. Op dit basisdoek werd, afhankelijk van het gebruik, een zwart-rood-goud adelaarswapen of een ijzeren kruis geplaatst. Deze gecompliceerde regel beviel bijna niemand.

### Nazi-Duitsland
Toen de nazi's in 1933 aan de macht kwamen vervingen ze het zwart-rood-geel onmiddellijk door de oudere vlag. Tegelijkertijd verklaarden ze de partijvlag van de NSDAP, de vlag met het hakenkruis, als 'tweede nationale vlag'. Op 15 september 1935 werd de hakenkruisvlag de enige nationale vlag, omdat de zwart-wit-rode driekleur te 'reactionair' zou zijn.
Deze hakenkruisvlag had dezelfde kleuren als de keizerlijke vlag, maar bestond uit een rood veld met een witte schijf in het midden, met daarin een zwarte swastika. De vlag werd samen met veel andere nationaalsocialistische symbolen door Adolf Hitler zelf ontworpen, hoewel hij in Mein Kampf toegeeft dat een tandarts uit Starnberg eerder vrijwel hetzelfde ontwerp maakte. Adolf Hitler zou het hakenkruis bij excentrieke Duitse-nationale groeperingen hebben kunnen leren kennen, maar noemt in Mein Kampf niet de swastika uit het wapen van de Theoderich Hagn, abt van het klooster in Lambach waar de jonge Adolf koorknaap was; hij moet de in 1860 boven kerkdeur en poort aangebrachte wapenschilden met "een gouden swastika met omgebogen punten, op een blauw veld" desondanks dagelijks hebben gezien. De NSDAP hees in de zomer van 1920 voor het eerst een swastikavlag.
Hitler en zijn aanhangers waren zo enthousiast over hun nieuwe vaandel met het oude "Germaanse" motief dat de "de uitwerking ervan was als de uitwerking van een brand." Naast de zon moest het hakenkruis ook verwijzen naar de door de NSDAP gepropageerde overwinning van het Arische ras. De dominante rode kleur van de vlag werd door Hitler gekozen omdat het "een opwindend effect voor het oog oplevert en men daarom kan verwachten dat het de aandacht van onze vijanden opwekt en hen irriteert." Het wit symboliseert het nationaalsocialisme zelf, maar ook de reinheid van het Arische ras.
Het hakenkruis is overigens niet alleen een nationaalsocialistisch of pro-Arisch symbool. In de jaren dertig kwam het teken ook voor in vlaggen en symbolen in Estland, Letland, Finland en India.

### Na de Tweede Wereldoorlog
Na de overwinning van de geallieerden op nazi-Duitsland, die voor Europa een einde maakte aan de Tweede Wereldoorlog, werd Duitsland bezet door de geallieerden. De bezettingsregering verbood de bestaande nationale vlaggen. Op 12 november 1946 werd besloten dat alle Duitse schepen ter identificatie de internationale seinvlag voor de letter C zouden voeren, met een driehoekig uiteinde, de zogeheten C-Doppelstander. De kleuren blauw, wit en rood symboliseren de nationale kleuren van drie van de vier bezettingsmachten (Verenigde Staten, Verenigd Koninkrijk en Frankrijk). Deze vlag mocht op zee niet gegroet worden, want men wilde niet dat haar enige eer bewezen werd. Dit was een duidelijke uitdrukking van de bestraffing van het verslagen Duitsland. De C-Doppelstander mag dan ook niet als 'gewone' Duitse nationale vlag beschouwd worden; ze had enkel de functie van handelsvlag.
De voorbereidingen voor de invoering van een nieuwe Duitse nationale symboliek begonnen tijdens de grondwetgevende vergadering (Verfassungskonvents) in Herrenchiemsee, die tussen 10 en 25 augustus 1948 plaatsvond. Hoewel sommige aanwezigen wilden dat het vlaggenvraagstuk tot de hereniging van de bezettingszones werd uitgesteld, besloot men toch een regeling te treffen. Dit gebeurde op basis van de door de SED opgestelde ontwerpgrondwet van 22 november 1946 die zwart-rood-goud als de kleuren van een toekomstige 'Duitse Republiek' voorzag. Terwijl de sociaaldemocraten voor de herinvoering van de kleuren van de Weimarrepubliek pleitten, wilde men van de zijde van de CDU/CSU en de conservatieve Deutschen Partei in eerste instantie de Wirmervlag van 20 juli 1944 als nieuwe Duitse vlag. Dat men het uiteindelijk eens werd over de zwart-rood-gouden driekleur, is waarschijnlijk om de Bondsrepubliek Duitsland als opvolgersstaat van de Weimarrepubliek te kunnen presenteren.
Met het in werking treden van de Duitse Grondwet werd op 23 mei 1949 de zwart-rood-gouden vlag de nationale Duitse vlag. In de Sovjet-bezettingszone sprak men zich op het tweede Volkscongres van 1948 voor de zwart-wit-rode vlag uit, die ook door het Nationalkomitee Freies Deutschland gebruikt werd. In 1949 werd echter op verzoek van Friedrich Ebert jr. ook de zwart-rood-gouden vlag als vlag van de Duitse Democratische Republiek aangenomen. De kleurenspecificaties van het rood en goud in de DDR-vlag waren overigens iets anders dan die van de vlag van de Bondsrepubliek. De DDR plaatste door middel van de Flaggengesetz van 1 oktober 1959 haar embleem – graankrans met hamer en passer – in het midden van de vlag. Het openlijke vertoon van deze vlag werd tot het einde van de jaren zestig in de Bondsrepubliek en West-Berlijn als schending van de grondwet en van de openbare orde gezien en daarom door de politie tegengegaan.
Bij de Duitse hereniging sloten de Oost-Duitse deelstaten zich aan bij de Bondsrepubliek. De vlag van de Bondsrepubliek bleef in 1990 de officiële vlag van Duitsland.
Na het einde van de Tweede Wereldoorlog zijn de Duitsers doorgaans zeer terughoudend omgegaan met het tonen van hun vlag, vanwege de herinneringen van de kwade invloed die het Duitse nationalisme in de eerste helft van de 20e eeuw had. Het Wereldkampioenschap voetbal 2006 was het toneel voor het eerste naoorlogse massale vertoon van de Duitse vlag en de nationale kleuren op onder meer huizen, auto's, kleding, fanartikelen en bodypainting.

## Vlaginstructie

### Gebruik van de nationale vlag en de staatsvlag
De versie zonder wapen is de civiele vlag en wordt als de nationale vlag gezien. De vlag wordt gebruikt door burgers en andere niet-overheidsbedrijven, zowel te land als te water (dus als handelsvlag).
Voor wat betreft de overheid geldt dat de deelstaten de versie zonder wapen gebruiken naast hun eigen deelstatelijke vlag. Verder gebruiken de hoogste federale autoriteiten de versie zonder wapen (Bondsdag, Bondsraad, Bondsvergadering, Kanselarij, Bundesgerichtshof) om hun band met het Duitse volk te tonen. De andere federale autoriteiten gebruiken de versie met wapen, de zogeheten Bundesdienstflagge.
Voor gebruik te water door de overheid geldt dat de deelstaten de versie zonder wapen gebruiken en de federale autoriteiten de versie met wapen.
De Bundesdienstflagge wordt ook gebruikt als oorlogsvlag te land. De marine gebruik, zoals in de inleiding vermeld, een variant met een zwaluwstaart.

### Verticale vlaggen
Naast de gewone vlaggen in horizontaal formaat zijn in Duitsland ook verticale banieren gebruikelijk. Zij worden getoond bij raadshuizen en scholen, in winkelstraten en op allerlei andere plaatsen. Meestal wordt de verticale banier van de gemeente samen getoond met die van de deelstaat en de nationale versie. De zwart-rood-gouden banier toont het zwart aan de mastzijde.
In de Flaggengesetz van 13 november 1996 wordt het gebruik van de verticale variant van de nationale vlag voor het eerst geregeld. Het gebruik van de versie met dan wel zonder wapen gaat volgens dezelfde regels als bij de normale vlag. Wanneer de versie met het wapen gebruikt wordt, moet dat een vijfde van de breedte van de zwarte en gele baan innemen. De hoogte-breedteverhouding is niet vastgelegd, maar men neemt meestal een verhouding van 5:2.

### Vlagdagen
In de Erlass der Bundesregierung über die Beflaggung der Dienstgebäude des Bundes van 22 maart 2005 zijn de dagen geregeld waarop de Duitse vlag gehesen moet worden. Naast onderstaande dagen kan dat ook op oproep van het ministerie van Binnenlandse Zaken.

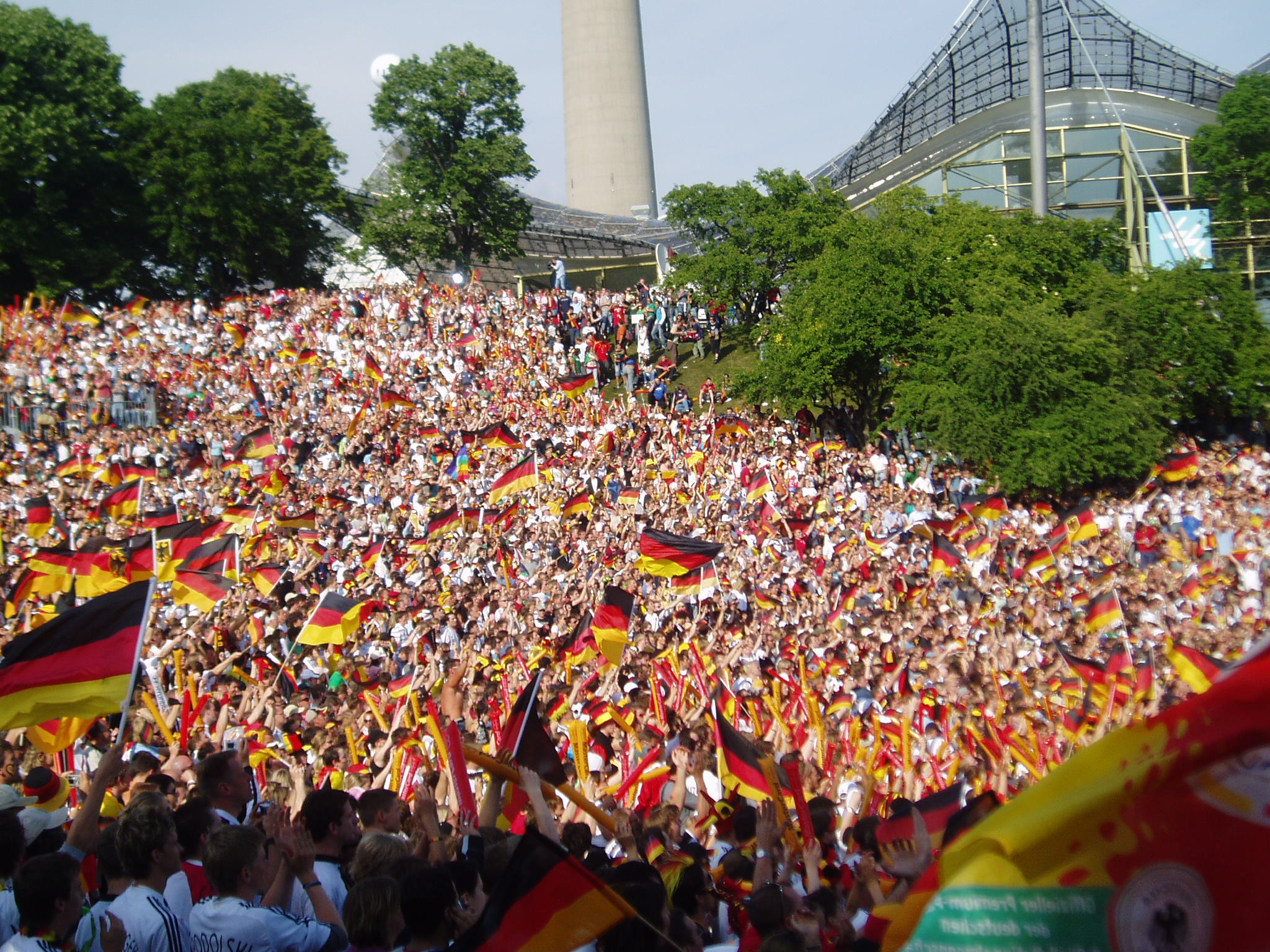
Duitse voetbalfans tijdens het WK voetbal 2006

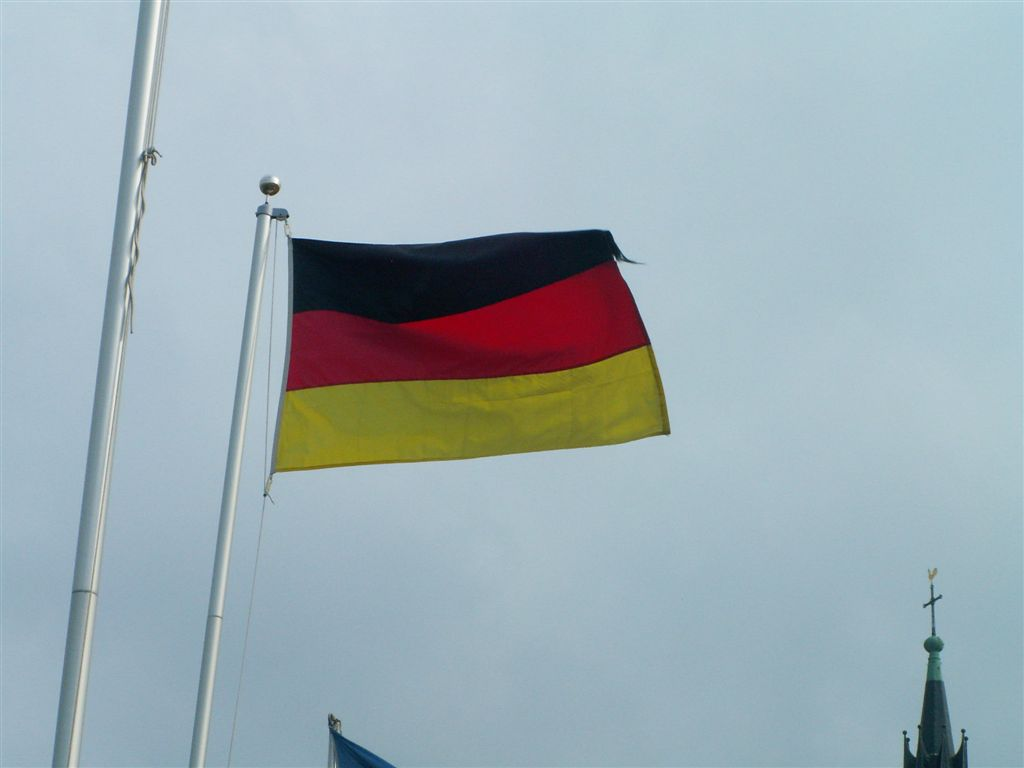
Wapperende Duitse vlag

a) 27 januari, de Tag des Gedenkens an die Opfer des Nationalsozialismus (halfstok);
b) Dag van de Arbeid, 1 mei;
c) Europadag, 9 mei;
d) Verjaardag van de afkondiging van de Duitse Grondwet; 23 mei;
e) 17 juni ter herdenking van de volksopstand in de DDR (1953);
f) 20 juli ter herdenking van het Complot van 20 juli 1944;
g) Dag van de Duitse eenheid (3 oktober) ter ere van de Duitse hereniging;
h) Volkstrauertag (tweede zondag voor de eerste advent; halfstok);
i) * op de dag van de verkiezing van de Bondspresident van Duitsland;
j) * op de dag van algemene verkiezingen voor het Europees Parlement, de Duitse Bondsdag of de Berlijnse verkiezingen.
(* niet in alle Bondsstaten)